# 第57独立親衛自動車化狙撃旅団 (ロシア陸軍)
第57独立親衛自動車化狙撃旅団（だい57どくりつしんえいじどうしゃかそげきりょだん、ロシア語: 57-я отдельная гвардейская мотострелковая бригада）は、ロシア陸軍の旅団。第5親衛諸兵科連合軍隷下。

## 概要

### 第二次世界大戦
1942年3月1日、第二次世界大戦の影響に伴い、赤軍第422狙撃師団としてロシア・ソビエト連邦社会主義共和国ハバロフスク地方で創設された。
1942年8月から独ソ戦に投入され、枢軸国に勝利し、赤旗勲章、2等スヴォーロフ勲章、名誉称号「親衛隊」、「クラスノグラード」を授与され、第81親衛狙撃師団に改称された。
1946年7月、部隊縮小に伴い、第9独立親衛狙撃旅団に改編された。

### 冷戦期
1953年10月、ルーマニア社会主義共和国に移駐し、部隊増強に伴い、第81親衛狙撃師団に改編された。
1957年6月、機械化に伴い、第81親衛自動車化狙撃師団に改編された。
1957年7月、ウクライナ・ソビエト社会主義共和国スームィ州に移駐した。
1969年7月、ロシア・ソビエト連邦社会主義共和国ハバロフスク地方に移駐した。

### ロシア陸軍
1992年5月、ソビエト連邦の崩壊とロシアの独立で創設されたロシア陸軍に編入した。
1997年9月、第270自動車化狙撃師団隷下の第882自動車化狙撃連隊が配属された。
2001年6月、第882自動車化狙撃連隊が第270自動車化狙撃師団隷下に転属した。
2009年6月、部隊縮小に伴い、第57独立親衛自動車化狙撃旅団に改編された。

### ロシアのウクライナ侵攻

#### 東部・セベロドネツク戦線
2022年4月、ロシアのウクライナ侵攻で激戦地の東部ルハーンシク州セヴェロドネツィク地区で攻勢を開始し、6月にセヴェロドネツィクを占領した。

#### 南部・ヘルソン戦線
2022年8月、南部ヘルソン州ヘルソン地区に再配置されたが、11月にウクライナ軍の攻勢でヘルソンを解放されてドニエプル川西岸から撤退した。

#### 東部・バフムート戦線
2022年12月、激戦地の東部ドネツィク州バフムート地区に再配置され、ワグネル・グループを火力支援し、2023年5月にバフムートを占領した。6月にウクライナ軍の攻勢を防御したが、クリシチウカを解放された。9月には第1自動車化狙撃大隊のセリク・プリムハノフ参謀長が戦死した。

#### 東部・南ドネツク戦線
2023年12月、東部ドネツィク州ヴォルノヴァーハ地区に再配置され、第5諸兵科連合軍と合流してヴフレダール方面に展開した。2024年10月に第36独立親衛自動車化狙撃旅団、第39独立親衛自動車化狙撃旅団、第91独立自動車化狙撃連隊と共に戦力差10倍で第72独立機械化旅団を総攻撃し、何度目かの正直でヴフレダールを占領した。

## ギャラリー

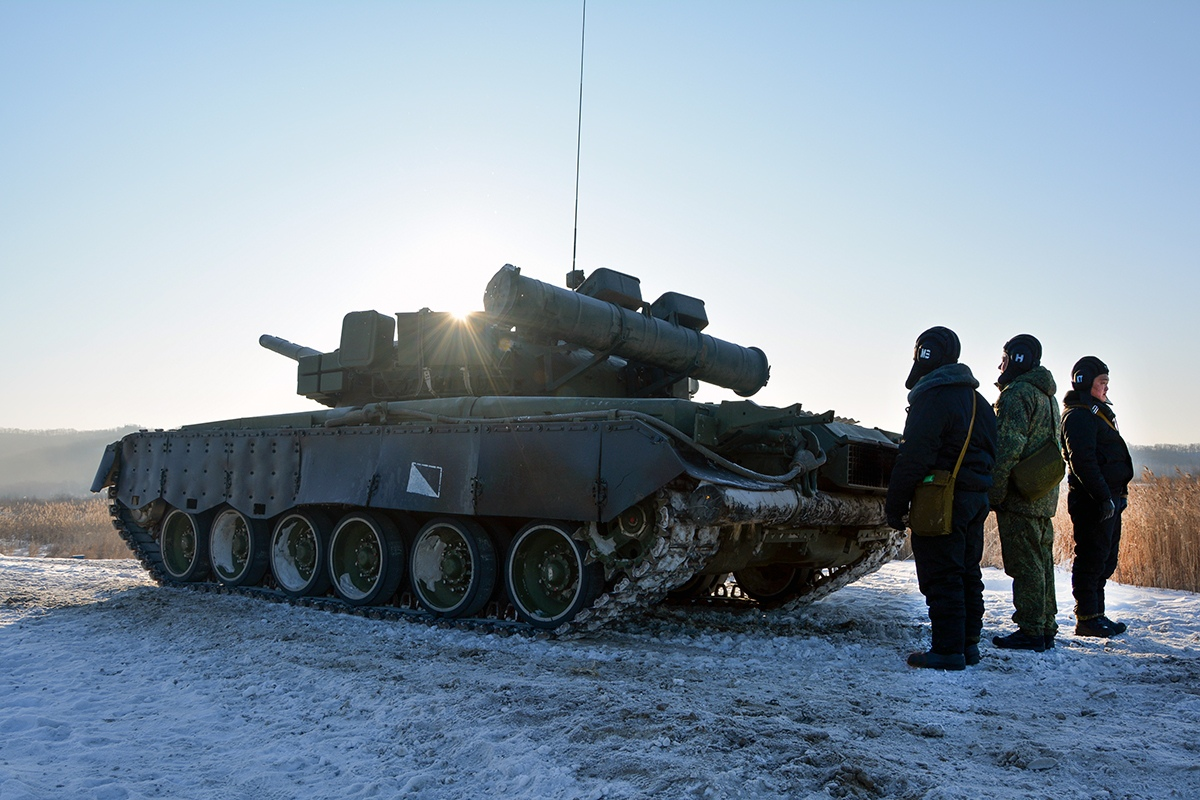
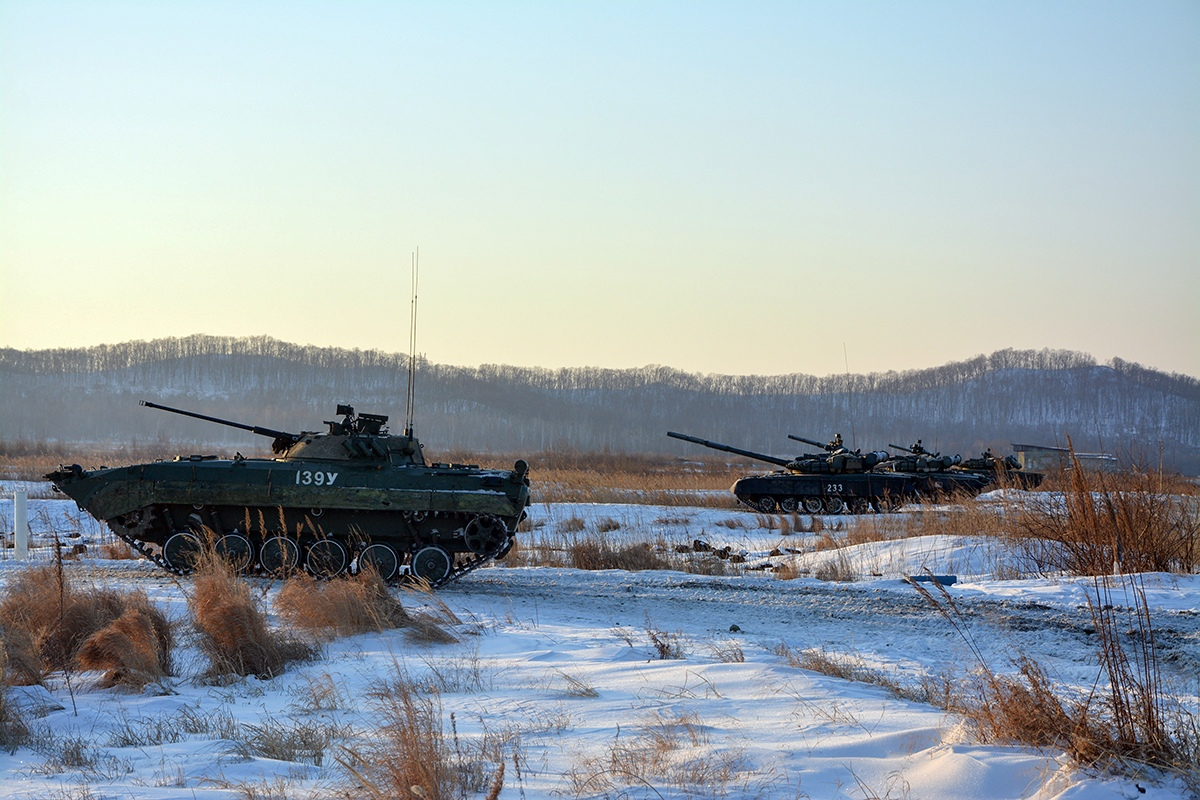
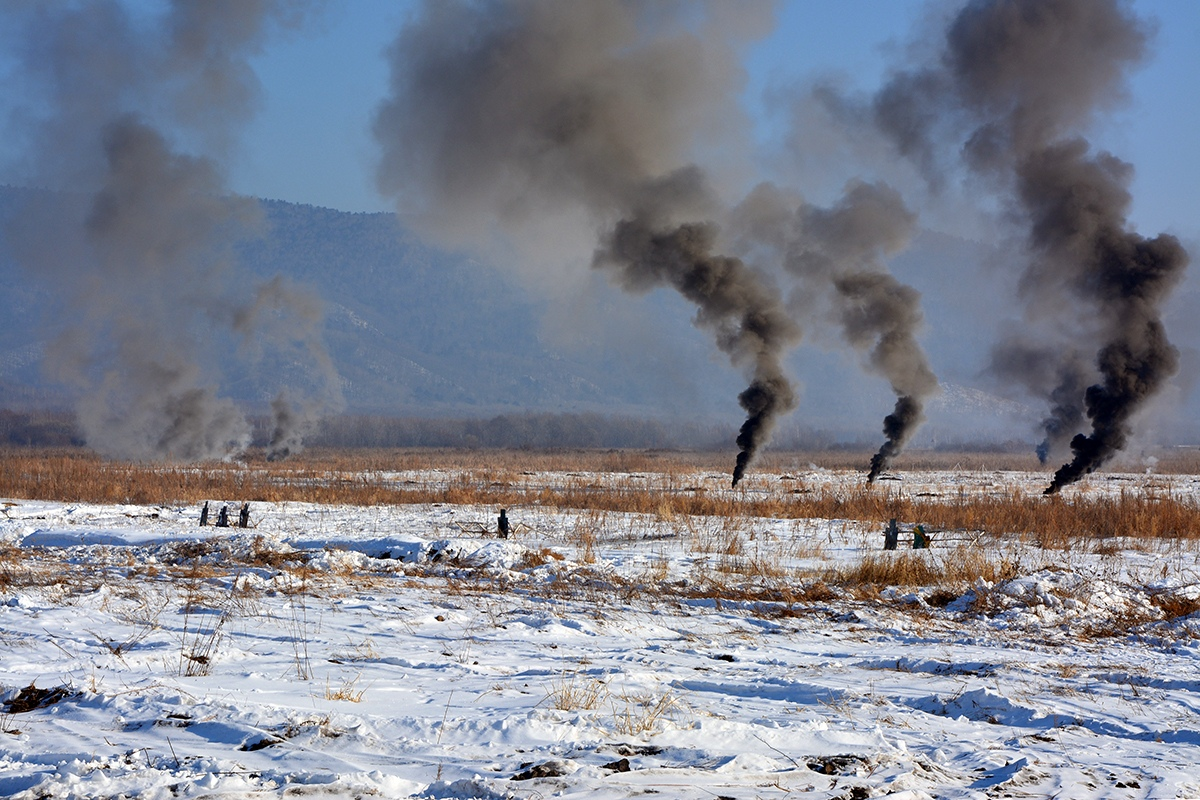
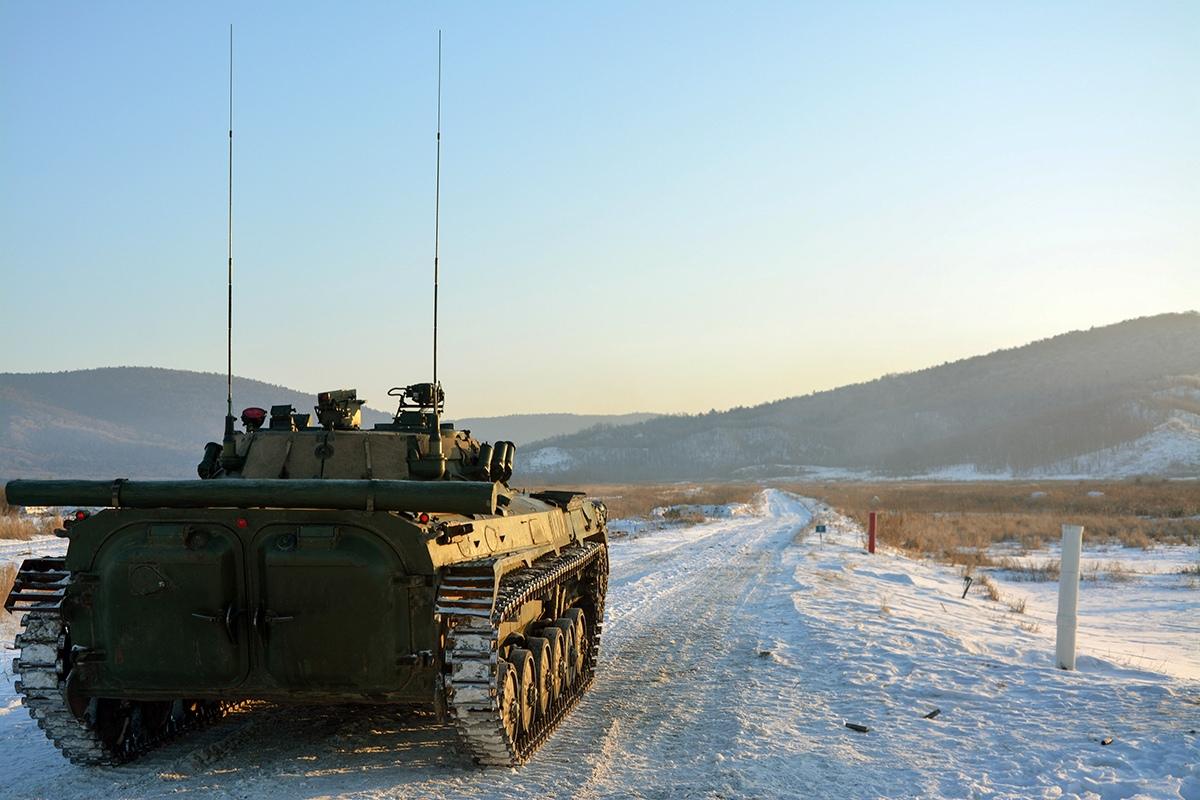

## 編制
- 旅団司令部（ビキン）
- 第1自動車化狙撃大隊
- 第2自動車化狙撃大隊
- 第3自動車化狙撃大隊
- 戦車大隊
- 旅団砲兵群
  - 本部中隊
  - 第1自走砲大隊
  - 第2自走砲大隊
  - ロケット砲大隊
  - 対戦車砲大隊
- 高射ミサイル大隊

- 偵察大隊
- 工兵大隊
- 通信大隊
- 兵站大隊
- 狙撃中隊
- 整備中隊
- 電子戦中隊
- NBC防護中隊
- 衛生中隊
- 無人機中隊

## 出身者
- オレグ・サリュコフ